# París-Niza 1965
La París-Niza 1965 fue la 23a edición de la París-Niza, que se disputó entre el 9 y el 16 de marzo de 1965. La cursa fue ganada por el francés Jacques Anquetil, del equipo Ford France-Gitane, por delante de Rudi Altig (Margnat-Paloma) y Italo Zilioli (Sanson). Gianni Motta (Molteni) se llevó la clasificación de la montaña, Rudi Altig (Margnat-Paloma) ganó la clasificación por puntos y el conjunto Ford France-Gitane la de equipos.
Después de dos ediciones la prueba abandona las duras etapas corsas.

## Participantes
En esta edición de la París-Niza tomaron la salida 88 corredores divididos en 11 equipos: Pelforth-Sauvage-Lejeune, Ford France-Gitane, Mercier-BP, Peugeot-BP, Sanson, Lamot-Libertas, Margnat-Paloma, Flandria-Romeo, Televizier, Molteni y Grammont-Motoconfort. La prueba lo acabaron 59 corredores.

## Resultados de las etapas
| Etapas                 | Fecha       | Recorrido                                | Km      | Vencedor de etapa     | Líder de la general |
| ---------------------- | ----------- | ---------------------------------------- | ------- | --------------------- | ------------------- |
| 1ª etapa               | 9 de marzo  | Melun-Troyes                             | 156 km  | Rudi Altig            | Rudi Altig          |
| 2ª etapa               | 10 de marzo | Troyes-Château-Chinon                    | 177 km  | Willy Bocklant        | Rudi Altig          |
| 3.ª etapa, 1.er sector | 11 de marzo | Château-Chinon-Montceau-les-Mines        | 103 km  | Jan Janssen           | Italo Zilioli       |
| 3.ª etapa, 2.º sector  | 11 de marzo | Circuito del Etang du Plessis (CRE)      | 19.2 km | Televizier            | Jacques Anquetil    |
| 4.ª etapa              | 12 de marzo | Montceau-les-Mines-Saint-Étienne         | 175 km  | Rudi Altig            | Jacques Anquetil    |
| 5ª etapa               | 13 de marzo | Bourg-Argental-Bollène                   | 170 km  | Willy Vannitsen       | Jacques Anquetil    |
| 6.ª etapa, 1.er sector | 14 de marzo | Pont-Saint-Esprit-Bagnols-sur-Cèze (CRI) | 33 km   | Jacques Anquetil      | Jacques Anquetil    |
| 6.ª etapa, 2.º sector  | 14 de marzo | Bagnols-sur-Cèze-Marsella                | 166 km  | Rudi Altig            | Jacques Anquetil    |
| 7.ª etapa              | 15 de marzo | Marsella-Draguignan                      | 180 km  | Georges Vanconingsloo | Jacques Anquetil    |
| 8ª etapa               | 16 de marzo | Draguignan-Niza                          | 146 km  | Joseph Spruyt         | Jacques Anquetil    |

## Etapas

### 1ª etapa
9-03-1965. Melun-Troyes, 156 km.
| Ciclista | Equipo         | Tiempo         |            |
| -------- | -------------- | -------------- | ---------- |
| 1        | Rudi Altig     | Margnat-Paloma | 4h 02' 20" |
| 2        | Leo van Dongen | Televizier     | m. t.      |
| 3        | Italo Zilioli  | Sanson         | m. t.      |

### 2ª etapa
10-03-1965. Troyes-Château-Chinon 177 km.
| Ciclista | Equipo         | Tiempo                   |            |
| -------- | -------------- | ------------------------ | ---------- |
| 1        | Willy Bocklant | Flandria-Romeo           | 5h 07' 46" |
| 2        | Gianni Motta   | Molteni                  | m. t.      |
| 3        | Jan Janssen    | Pelforth-Sauvage-Lejeune | m. t.      |

### 3ª etapa, 1º sector
11-03-1965. Château-Chinon-Montceau-les-Mines 103 km.
| Ciclista | Equipo        | Tiempo                   |            |
| -------- | ------------- | ------------------------ | ---------- |
| 1        | Jan Janssen   | Pelforth-Sauvage-Lejeune | 3h 15' 28" |
| 2        | Italo Zilioli | Sanson                   | m. t.      |
| 3        | Gianni Motta  | Molteni                  | m. t.      |

### 3.ª etapa, 2.º sector
11-03-1965. Circuito del Etange du Plessis, 19.2 km. CRE
| Equipo | Tiempo                   |         |
| ------ | ------------------------ | ------- |
| 1      | Televizier               | 22' 56" |
| 2      | Pelforth-Sauvage-Lejeune | + 1"    |
| 3      | Flandria-Romeo           | + 7"    |

### 4ª etapa
12-03-1965. Montceau-les-Mines-Saint-Étienne, 175 km.
| Ciclista | Equipo      | Tiempo                   |            |
| -------- | ----------- | ------------------------ | ---------- |
| 1        | Rudi Altig  | Margnat-Paloma           | 5h 06' 01" |
| 2        | Yo de Haan  | Televizier               | m. t.      |
| 3        | Jan Janssen | Pelforth-Sauvage-Lejeune | m. t.      |

### 5ª etapa
13-03-1965. Bourg-Argental-Bollène, 170 km.
| Ciclista | Equipo          | Tiempo                   |            |
| -------- | --------------- | ------------------------ | ---------- |
| 1        | Willy Vannitsen | Ford France-Gitane       | 5h 46' 20" |
| 2        | Coro Schuring   | Pelforth-Sauvage-Lejeune | m. t.      |
| 3        | Yvo Molenaers   | Flandria-Romeo           | m. t.      |

### 6ª etapa, 1º sector
14-03-1965. Pont-Saint-Esprit-Bagnols-sur-Cèze, 33 km. CRI
| Ciclista | Equipo           | Tiempo             |         |
| -------- | ---------------- | ------------------ | ------- |
| 1        | Jacques Anquetil | Ford France-Gitane | 40' 04" |
| 2        | Rudi Altig       | Margnat-Paloma     | + 33"   |
| 3        | Raymond Poulidor | Mercier-BP         | + 42"   |

### 6.ª etapa, 2.º sector
14-03-1965. Bagnols-sur-Cèze-Marsella, 166 km.
| Ciclista | Equipo             | Tiempo         |            |
| -------- | ------------------ | -------------- | ---------- |
| 1        | Rudi Altig         | Margnat-Paloma | 4h 08' 12" |
| 2        | Frans Melckenbeeck | Mercier-BP     | m. t.      |
| 3        | Michele Dancelli   | Molteni        | m. t.      |

### 7ª etapa
15-03-1965. Marsella-Draguignan, 180 km.
| Ciclista | Equipo                | Tiempo     |            |
| -------- | --------------------- | ---------- | ---------- |
| 1        | Georges Vanconingsloo | Peugeot-BP | 5h 19' 09" |
| 2        | Michele Dancelli      | Molteni    | m. t.      |
| 3        | Italo Zilioli         | Sanson     | m. t.      |

### 8ª etapa
16-03-1965. Draguignan-Niza, 146 km.
Llegada situada al Paseo de los Ingleses.
| Ciclista | Equipo         | Tiempo     |            |
| -------- | -------------- | ---------- | ---------- |
| 1        | Joseph Spruyt  | Mercier-BP | 3h 44' 14" |
| 2        | Cees van Espen | Televizier | + 33"      |
| 3        | Yo de Haan     | Televizier | + 47"      |

## Clasificaciones finales

### Clasificación general
| Ciclista | Equipo           | Tiempo                   |             |
| -------- | ---------------- | ------------------------ | ----------- |
| 1        | Jacques Anquetil | Ford France-Gitane       | 36h 14' 09" |
| 2        | Rudi Altig       | Margnat-Paloma           | + 2' 18"    |
| 3        | Italo Zilioli    | Sanson                   | + 2' 56"    |
| 4        | Raymond Poulidor | Mercier-BP               | + 3' 51"    |
| 5        | Jan Janssen      | Pelforth-Sauvage-Lejeune | + 4' 10"    |
| 6        | Arie den Hartog  | Ford France-Gitane       | + 4' 19"    |
| 7        | Hans Junkermann  | Margnat-Paloma           | + 4' 57"    |
| 8        | Gianni Motta     | Molteni                  | + 5' 13"    |
| 9        | Michel Nedelec   | Peugeot-BP               | + 6' 24"    |
| 10       | Cees Haast       | Televizier               | + 6' 58"    |

## Evolución de las clasificaciones
| Etapa(Vencedor)                         | Clasificación general |
| --------------------------------------- | --------------------- |
| Etapa 1 (Rudi Altig)                    | Rudi Altig            |
| Etapa 2 (Willy Bocklant)                | Rudi Altig            |
| Etapa 3, 1.er sector (Jan Janssen)      | Italo Zilioli         |
| Etapa 3, 2.º sector (Televizier)        | Jacques Anquetil      |
| Etapa 4 (Rudi Altig)                    | Jacques Anquetil      |
| Etapa 5 (Willy Vannitsen)               | Jacques Anquetil      |
| Etapa 6, 1.er sector (Jacques Anquetil) | Jacques Anquetil      |
| Etapa 6, 2.º sector (Rudi Altig)        | Jacques Anquetil      |
| Etapa 7 (Georges Vanconingsloo)         | Jacques Anquetil      |
| Etapa 8 (Joseph Spruyt)                 | Jacques Anquetil      |